# Diomede Falconio
Diomede Angelo Raffaele Gennaro Falconio (né le 20 septembre 1842 à Pescocostanzo dans les Abruzzes, Italie et mort le 8 février 1917 à Rome), est un cardinal italien de l'Église catholique du début de la XXe siècle, créé par le pape Pie X. Il est membre de l'ordre des frères mineurs.

## Biographie
Diomede Falconio part pour les États-Unis en 1865 et y est professeur au séminaire d'Alleghany. Il fait du travail missionnaire en Terre-Neuve et devient américain. Il est administrateur, chancelier et vicaire général du diocèse de Harbor Grace, mais retourne aux États-Unis après l'opposition de l'Irish Benevolent Society à une nomination d'un évêque italien dans un diocèse de Harbor Grace. Il fait du travail missionnaire à New York et au Connecticut. Falconio retourne en Italie en 1883 et devient provincial de son ordre de la province de S. Bernardino dans les Abruzzes. Il est élu procurateur général de son ordre en 1889 et il est visiteur général des provinces de Naples et les Pouilles et en France. En 1892, il est nommé évêque de Lacedonia et est consacré le 17 juillet de la même année par Raffaele Monaco La Valletta avec comme co-consécrateurs Antonio Maria Grasselli (it) et Tancredo Fausti. En 1895, il est promu archevêque d'Acerenza et Matera.
Mgr Falconio est nommé comme premier délégué apostolique au Canada et archevêque titulaire de Larissa-en-Thessalie en 1899. En 1902, il est nommé délégué apostolique aux États-Unis. Il surveille les besoins des minorités linguistiques pour leur donner de l'assistance dans leur propre langue.
Le pape Pie X le crée cardinal lors du consistoire du 27 novembre 1911. Il est nommé préfet de la Congrégation pour les Religieux en 1916. Le cardinal Falconio participe au conclave de 1914, à l'issue duquel Benoît XV est élu.

## Succession apostolique
Diomede Falconio a ordonné les évêques suivants :
- Évêque John Bernard Delany (en) (1904)
- Évêque Augustine Francis Schinner (en) (1905)
- Évêque George Albert Guertin (en) (1907)
- Évêque Laureano Vérez de Acevedo (gl), S.I. (1908)
- Évêque Edmund Michael Dunne (en) (1909)
- Évêque John Bernard MacGinley (en) (1910)
- Évêque Joseph Chartrand (en) (1910)
- Évêque John Ward (en) (1911)
- Évêque Rocco Caliandro (it) (1912)
- Évêque Alojzije Mišić (en), O.F.M. (1912)
- Évêque Josip Stjepan Garić (de), O.F.M. (1913)
- Archevêque John Thomas McNally (en) (1913)
- Évêque Charles Warren Currier (en) (1913)
- Évêque Giovanni Onorato Carcaterra, O.F.M. (1914)
- Évêque Pacifico Monza (es), O.F.M. (1915)
- Évêque Nicola Rotoli, O.F.M. (1916)